# Мулан (фильм, 2020, Дисней)
«Мулан» (англ. Mulan) — американо-китайско-канадско-новозеландский драматический фильм 2020 года, который является киноадаптацией одноименного мультфильма 1998 года, основанного на китайской легенде о Хуа Мулань. Режиссёром картины выступила Ники Каро, а сценарий написали Рик Джаффа, Аманда Сильвер, Лорен Хинек и Элизабет Мартин. Заглавную роль исполнила Лю Ифэй; в остальных ролях снялись Донни Йен, Джейсон Скотт Ли, Йосон Ан, Гун Ли и Джет Ли. «Мулан», производственный бюджет которого достигает 200 млн долларов, является самым дорогим фильмом в истории, снятым режиссёром-женщиной. Саундтрек к фильму Loyal Brave True (с англ. — «Верная, отважная, честная») исполнила Кристина Агилера (в российском прокате — «На путь воина встаю» в исполнении певицы Manizha).
Премьера «Мулан» в Голливуде должна была состояться 9 марта 2020 года. Дата выхода в широкий прокат неоднократно переносилась из-за пандемии COVID-19. В конце концов компания Disney объявила, что фильм будет выпущен 4 сентября 2020 года на «Disney+ за дополнительную плату в странах, где доступен этот сервис. В странах, где нет Disney+ и где кинотеатры уже открылись, фильм выйдет в прокат.
Фильм получил преимущественно положительные отзывы экспертов, которые оценили экшн-сцены, визуальные эффекты и актёрскую игру, но раскритиковали сюжет. Зрители же оставили о картине смешанные отзывы.
Картина получила две номинации на 93-ю церемонию Оскар» — за «Лучший дизайн костюмов» и «Лучшие визуальные эффекты».

## Сюжет
В Императорском Китае Хуа Мулан - предприимчивая и активная девушка, к разочарованию своих родителей, которые надеются, что однажды она выйдет замуж за хорошего мужа. Мулан вынуждена встретиться со свахой, чтобы продемонстрировать свою пригодность в качестве будущей жены. Взволнованная Мулан пытается налить чай перед свахой, но паук вызывает панику, которая разрушает чайник, и сваха называет ее позором перед ее семьей.
На севере имперский форпост захвачен жужанскими воинами под предводительством Бери-хана. Им помогает ведьма Сяньнян, которая использует свою магию, чтобы изобразить выжившего солдата и сообщить о нападении императору Китая; Затем он издает указ о воинской повинности, по которому каждая семья должна предоставить по одному человеку для борьбы с войсками Хана.
Имперские солдаты прибывают в деревню Мулан, чтобы завербовать новобранцев, и ее пожилой отец Хуа Чжоу вынужден дать клятву своей службы, поскольку у него нет сыновей. Понимая, что у ее отца нет шансов выжить, Мулан убегает с доспехами, лошадью и мечом, чтобы присоединиться к войску. Мулан прибывает в тренировочный лагерь, которым управляет командир Тунг, старый товарищ Хуа Чжоу. Вместе с десятками других неопытных новобранцев она в конечном итоге становится обученным солдатом под его опекой, не раскрывая своей истинной личности.
Армия Хана продолжает наступление, вынуждая Тунга досрочно закончить обучение и отправить свой батальон в бой. Мулан сама преследует несколько солдат, но сталкивается с Сяньнян, которая издевается над ней за то, что она притворяется мужчиной. Она пытается убить Мулан, но ее атаки останавливает кожа, которой была перевязана грудь Мулан, чтобы скрыть ее личность. Мулан снимает свою мужскую маскировку и возвращается в битву. Когда руранцы начинают атаковать ее товарищей из требушета, Мулан использует брошенные шлемы и свои навыки стрельбы из лука, чтобы заставить требушет стрелять по заснеженной горе, вызывая лавину, которая хоронит руранов.
Мулан возвращается в лагерь и спасает Чэнь Хунхуэя, солдата, с которым она подружилась в лагере. Более она не может скрывать свой пол, ее исключают из армии, и она возвращается домой. На своем пути она сталкивается с Сяньнян, которая показывает, что ее так же избегали ее люди, и она сражается за Бери Хана только потому, что он относится к ней как к равной. Кроме того, она показывает, что атаки на аванпосты были отвлечением, поскольку истинный план Хана - захватить и казнить Императора за убийство его отца. Рискуя навлечь на себя казнь, Мулан возвращается в свой батальон, чтобы предупредить их о надвигающемся захвате. Тунг решает ей поверить и позволяет ей сопровождать отряд во дворец Императора.
Сяньнян, выдавая себя за имперского канцлера, убеждает Императора принять вызов Бери-хана на единоборство, снимая при этом городских стражей с их постов. Стражи убиты, и руранцы готовятся сжечь Императора заживо. Отряд Мулан отвлекает руран, пока Мулан идет спасать Императора. Хан пытается выстрелить в нее стрелой, но Сяньнян, симпатизирующая Мулан и разочарованная Ханом, превращается в птицу и жертвует собой, поймав стрелу. Мулан убивает Хана, но не раньше, чем он обезоруживает ее и уничтожает меч ее отца. Она освобождает Императора, который предлагает ей присоединиться к его личной гвардии. Она отклоняет предложение и возвращается в свою деревню.
Мулан воссоединяется со своей семьей. Эмиссар Императора под предводительством командующего Тунга прибывает, чтобы подарить Мулан новый меч, одновременно обращаясь с личной просьбой о присоединении к Императорской гвардии.

## В ролях
| Актёр            | Роль         |
| ---------------- | ------------ |
| Лю Ифэй          | Хуа Мулан    |
| Йосон Ань        | Чэнь Хунхуэй |
| Гун Ли           | Сяньнян      |
| Джейсон Скотт Ли | Бори Хан     |
| Ци Ма            | Хуа Чжоу     |
| Донни Йен        | Генерал Тунг |
| Джет Ли          | император    |
| Рон Юань         | сержант Цянь |
| Джимми Вонг      | Линг         |
| Доу Муа          | По           |
| Чэнь Тан         | Яо           |
| Ксана Тан        | Хуа Сю       |
| Уткарш Амбудкар  | Скатч        |
| Чум Эхелепола    | Рамтиш       |

## Производство

### Разработка
Кинокомпания Walt Disney Pictures выразила намерение создать киноверсию мультипликационного фильма 1998 года. Планировалось, что Чжан Цзыи исполнит главную роль, а Чак Рассел был выбран режиссёром. Однако съёмки фильма, назначенные на октябрь 2010 года, были отменены.
30 марта 2015 года журнал The Hollywood Reporter сообщил, что компания Disney возобновила разработку фильма с участием Криса Бендера и ДжейСи Спинка в качестве продюсеров, а также Элизабет Мартин и Лорен Хинек в качестве сценаристов.
4 октября 2016 года было объявлено, что Рик Джаффа и Аманда Сильвер перепишут сценарий, связав китайскую балладу с сюжетом мультфильма 1998 года, в то время как Джейсон Рид присоединится к продюсерам Крису Бендеру и Джейку Вайнером.
В феврале 2017 года Билл Конг стал исполнительным продюсером.

### Подбор актёров

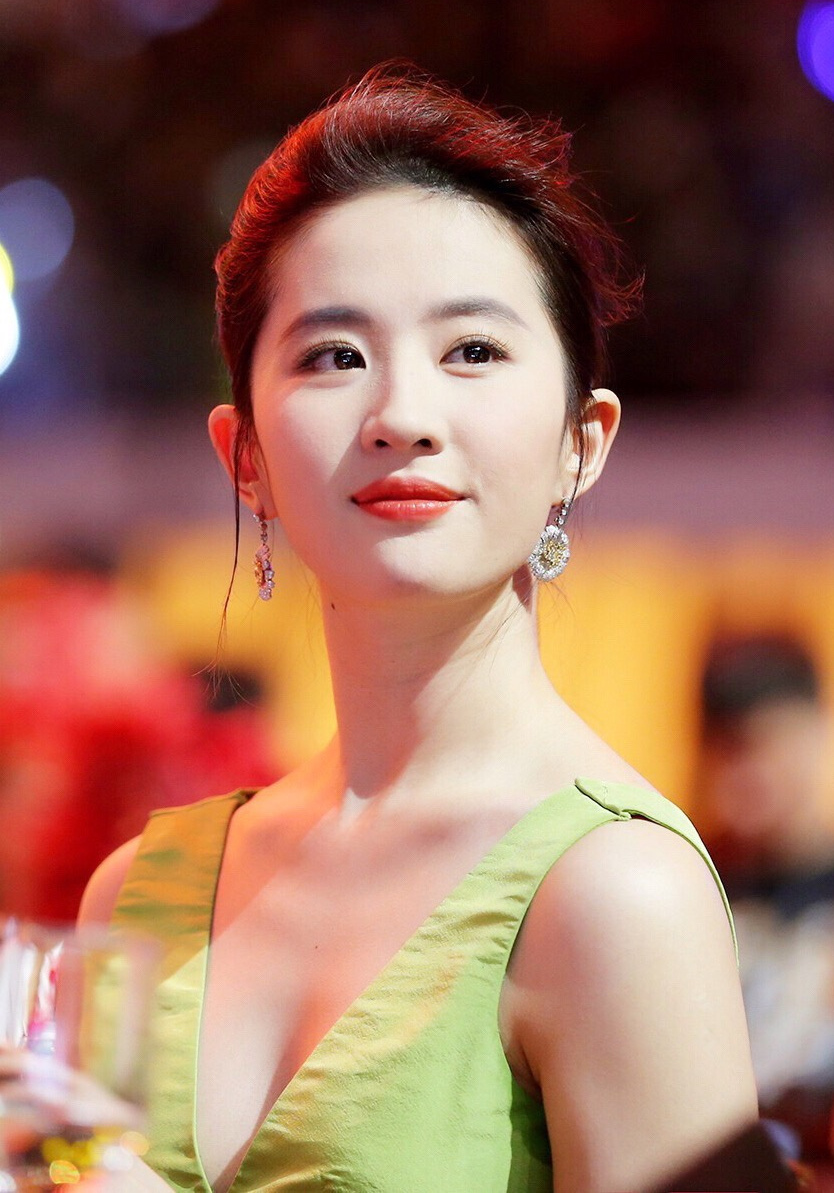
Лю Ифэй будет играть Мулан в ремейке

Поскольку несколько предыдущих голливудских фильмов были обвинены в «выбеливании», производство новой версии «Мулан» в формате художественного фильма с живыми актёрами подверглось пристальному публичному вниманию, как только журнал The Hollywood Reporter сообщил о ремейке, готовящемся студией Disney. Онлайн-петиция под названием «Tell Disney You Don’t Want A Whitewashed Mulan!» (с англ. — «Скажи Диснею, Что Ты Не Хочешь Выбеленную Мулан!») получила более 100 000 подписей.
4 октября 2016 года компания Disney объявила, что ведётся глобальный поиск китайской актрисы на роль героини.
Ответственные за подбор актёров побывали на пяти континентах и просмотрели почти тысячу кандидаток, к которым предъявлялись такие требования, как уверенное владение навыками боевых искусств, умение говорить по-английски и определённая известность. 29 ноября 2017 года на главную роль в фильме была выбрана Лю Ифэй, которая рассматривалась на роль Мулан для одноимённого китайского фильма 2009 года.
Это известие было встречено как победа многообразия в диснеевских фильмах. В апреле 2018 года последовали сообщения об участии таких актёров, как Донни Йен, Гонг Ли, Джет Ли и Ксаны Тан, в мае в актёрский состав вошли Уткарш Амбудкар и Рон Юань, в июне — Йосон Ан и Чум Эхелепола, в июле — Джейсон Скотт Ли, в августе — Ци Ма, Розалинда Чао, Ченг Пей-Пей, Нельсон Ли, Джимми Вонг и Дуа Муа, а в сентябре — Чен Тан.

### Режиссёр
Изначально компания Disney подыскивала азиатского режиссёра. Предполагалось, что режиссёрское кресло займёт тайваньский режиссёр (Энг Ли), двукратный обладатель премии Оскар в категории Лучший режиссёр. 12 октября 2016 года журнал The Hollywood Reporter сообщил, что Ли отклонил предложение Disney снять ремейк Мулан.
Согласно сообщению The Hollywood Reporter, опубликованному 22 ноября 2016 года, он сказал, что хотел бы видеть азиатского режиссёра в постановке фильма, но сам вынужден отказаться от этой роли, поскольку обязан заниматься продвижением снятого им фильма «Долгая прогулка Билли Линна в перерыве футбольного матча». Затем студия обратилась к (Цзян Вэню), и наконец 14 февраля 2017 года режиссёром фильма была нанята (Ники Каро), что сделало «Мулан» вторым фильмом кинокомпании с женщиной в роли режиссёра и бюджетом свыше ста миллионов долларов.

### Съёмки
Основные съёмки фильма начались 13 августа 2018 года в разных местах в Новой Зеландии и Китае. Съёмки фильма были официально завершены 25 ноября 2018 года. По словам актрисы Гун Ли, производственный бюджет фильма составлял 290—300 миллионов долларов из-за «массивного и … беспрецедентного масштаба» наборов.

### Постпродакшн
Создание визуальных эффектов фильма было возложено на студии Sony Imageworks и Weta Digital.

### Музыка

#### Саундтрек
Титры адаптированы из Tidal.
| №   | Название                                                                      | Исполнитель      | Длительность |
| --- | ----------------------------------------------------------------------------- | ---------------- | ------------ |
| 1.  | «Ancestors»                                                                   |                  | 3:21         |
| 2.  | «Tulou Courtyard (Расширённая)»                                               |                  | 3:14         |
| 3.  | «The Desert Garrison»                                                         |                  | 3:27         |
| 4.  | «Böri Khan & Xianniang»                                                       |                  | 1:37         |
| 5.  | «The Lesson of the Phoenix»                                                   |                  | 3:14         |
| 6.  | «Honor to Us All» (Первоначально написана Мэтью Уайлдером и Дэвидом Зиппелем) |                  | 1:54         |
| 7.  | «The Matchmaker»                                                              |                  | 2:30         |
| 8.  | «Mulan Leaves Home»                                                           |                  | 3:50         |
| 9.  | «Four Ounces Can Move a Thousand Pounds»                                      |                  | 3:40         |
| 10. | «Mulan Rides into Battle (Расширённая)»                                       |                  | 5:41         |
| 11. | «Honghui (Расширённая)»                                                       |                  | 1:34         |
| 12. | «Training the Men»                                                            |                  | 3:02         |
| 13. | «Mulan & Honghui Fight»                                                       |                  | 1:25         |
| 14. | «Oath of the Warrior»                                                         |                  | 1:24         |
| 15. | «The Witch»                                                                   |                  | 3:42         |
| 16. | «I Believe Hua Mulan»                                                         |                  | 3:56         |
| 17. | «The Charge»                                                                  |                  | 5:21         |
| 18. | «Imperial City»                                                               |                  | 3:36         |
| 19. | «Chasing the Hawk»                                                            |                  | 2:24         |
| 20. | «Fight for the Kingdom»                                                       |                  | 5:43         |
| 21. | «Mulan & the Emperor»                                                         |                  | 0:57         |
| 22. | «Return to the Village»                                                       |                  | 1:32         |
| 23. | «The Fourth Virtue (Расширённая)»                                             |                  | 5:41         |
| 24. | «Loyal Brave True»                                                            | Кристина Агилера | 2:46         |
| 25. | «Reflection (2020)»                                                           | Кристина Агилера | 3:38         |
| 26. | «Reflection (Севернокитайский)»                                               | Лю Ифэй          | 3:39         |

## Релиз
Мировая премьера «Мулан» состоялась в кинотеатре Dolby Theater в Голливуде 9 марта 2020 года. Первоначально выход фильма в прокат был назначен на 2 ноября 2018 года, но поскольку фильм ещё находился в производстве, эту дату занял фильм «Щелкунчик и четыре королевства». Дата премьеры была перенесена на 27 марта 2020 года, однако из-за эпидемии коронавируса фильм был убран из расписания релизов. Премьера вновь была намечена на 24 июля 2020 года вместо ранее занимавшего эту дату «Круиза по джунглям», но в июне 2020 года компания Disney перенесла выход фильма на 21 августа 2020 года. 23 июля 2020 года фильм вновь был убран из расписания.
4 августа 2020 года компания Disney объявила, что не будет выпускать фильм в прокат США, а вместо этого 4 сентября 2020 года организует премьеру фильма на стриминговом сервисе Disney+. Стоимость проката картины для пользователей составит 29,99 долларов. Фильм также выйдет на экраны в странах, где вновь открылись кинотеатры (например, в Китае), а также в странах, где не представлен Disney+.

### Маркетинг
Официальный трейлер и официальный постер фильма были выпущены 7 июля 2019 года во время финала чемпионата мира по футболу среди женщин 2019. 5 декабря 2019 года вышел второй трейлер фильма.

### Сборы
Зрители, в отличие от критиков, очень прохладно встретили фильм. При бюджете в 200 000 000 долларов, кинолента собрала почти 70 000 000 долларов, что крайне не достаточно для полной окупаемости, если учитывать затраты на маркетинг и долю кинотеатров. В итоге, для студии картина обернулась финансовым фиаско, и она понесла убытки в порядке 160 000 000 долларов .

### Оценки критиков и зрителей
На веб-сайте Rotten Tomatoes «рейтинг свежести» фильма составляет 75% на основе 263 отзывов критиков со средней оценкой 6,85/10. Консенсус критиков гласит: «Классическая история могла быть рассказана в фильме с большей глубиной, но киноадаптация „Мулан“ — это визуальное чудо, которое является неким обновлением и переосмыслением мультфильма».
В свою очередь, зрители отнеслись к фильму более прохладно, чем критики. На сайте Rotten Tomatoes зрительский «рейтинг свежести» составляет 51% на основе более 8 тыс. отзывов зрителей со средней оценкой 3,03/5.

## Споры
В августе 2019 года Лю Ифэй выразила поддержку китайскому журналисту «Глобал Таймс», который был избит демонстрантами в аэропорту Гонконга в ходе продолжительных протестов против законопроекта об экстрадиции. На своей странице в китайской социальной сети Weibo актриса поделилась фотографией из правительственной газеты «Жэньминь жибао» подписав: «Я поддерживаю полицию Гонконга. Теперь можете меня избить». Фраза является вирусной цитатой пострадавшего журналиста, которую тот выкрикивал во время избиения. Лю также добавила, что сложившаяся ситуация является позором для Гонконга. Это вызвало значительную критику со стороны тех, кто посчитал её высказывание прямой поддержкой жестокости полиции в Гонконге, что привело к запуску в социальных сетях по всему миру хештега #BoycottMulan («Бойкотируй Мулан»), призывающего бойкотировать выпуск диснеевского фильма «Мулан», в котором актриса сыграла главную роль. В ответ на это Лю не присутствовала на D23 Expo 2019 года.
27 февраля 2020 года кинопродюсер Джейсон Рид сказал, что возлюбленный Мулан - капитан Ли Шанг был вырезан из сценария фильма в ответ на хештег «Me Too». В своём заявлении он объяснил, что «иметь командира, который также является любовью, было очень неудобно, и он не думал, что это уместно». Удаление вызвало негативную реакцию в соцсетях со стороны поклонников оригинального мультфильма, а также со стороны сообщества ЛГБТ, которые сослались на предполагаемые бисексуальные отношения Шанга с «Пингом». Рид признал, что Шанг стал «иконой ЛГБТ», и первоначально был удивлён критикой удаления персонажа. Продюсер также заявил, что персонаж Ли Шанга будет разделён на двух новых персонажей: командующего Тунга и Чена Хунхуи. Помимо прочего, в фильме изначально предполагалась сцена с поцелуем Мулан и её возлюбленного, но она была убрана по требованию Китая.
Критика также была направлена на тот факт, что съемки проходили в провинции Синьцзян, где расположены лагеря для интернированных людей. В конце финальных титров фильм выражает особую благодарность нескольким правительственным организациям в Синьцзяне, включая находящееся под санкциями Бюро общественной безопасности в Турфане и нескольким местным комитетам Департамента рекламы Коммунистической партии Китая. Бюро общественной безопасности в Турфане было добавлено в Список подсанкционных организаций Бюро промышленности и безопасности США в октябре 2019 года. Примечательно, что многие американские компании имеют свои работающие филиалы в Синьцзяне, но под шквал критики попал именно Disney. Причиной тому может также служить и сам сюжет «Мулан» — фактически восхваляющий китайский национализм — изображая культурное превосходство китайцев и изображая в виде врагов людей, чью культуру и наследие сегодня китайцы уничтожают. Одновременно фильм подвергся отрицательной оценке и в самом Китае за наличие в фильме западных стереотипов о китайцах и недостатка традиционных ценностей.

## Продолжение
В апреле 2020 года было объявлено, что продолжение «Мулан» находится в разработке в Disney, и Крис Бендер, Джейсон Рид и Джейк Вайнер вернутся к проекту.